# ビル・ラフルー
ビル・ラフルー（アラビア語: بير لحلو、ラテン文字変換:Bir Lahlou, Bir Lehlu、スペイン語: Bir Lehlu、ベルベル語:ⴱⵉⵔ ⵍⴻⵃⵍⵓ、ラテン文字変換:Bir Leḥlu）は、西サハラの町、または基礎自治体。
モロッコとサハラ・アラブ民主共和国（ポリサリオ戦線）が領有権主張しており、現在はサハラ・アラブ民主共和国の実効支配下（解放区）に置かれている。
実効支配しているサハラ・アラブ民主共和国は2008年、ティファリティに遷都するまでビル・ラフルーを臨時首都に指定していた。

## 姉妹都市
- アラバ県アルツィニエガ（en:Artziniega）
- バトナ
- グラナダ県ベナルア・デ・ラス・ビリャスen:Benalúa de las Villas
- ビエンティナ
- カプラーイア・エ・リーミテ
- カンピ・ビゼンツィオ
- エル・ウェッド県エル・ウェッド（en:El Oued）
- マドリード州ポスエーロ・デ・アラルコン（en:Pozuelo de Alarcón）
- プラート
- セビリア県ラ・リンコナーダ（en:La Rinconada）
- モンテムルロ
- モンテローニ・ダルビア
- モンテヴァルキ
- アリカンテ県ノヴェルダ（en:Novelda）
- サン・ピエーロ・ア・シエーヴェ
- サグント
- トロサ
- トメジョーソ
- ビスカヤ県トラパガラン（en:Valle de Trápaga-Trapagaran）
- ヴェッキアーノ